# 圣·马克西米利安·科尔贝天主教高中
44°00′12″N 79°27′15″W / 44.00337°N 79.45414°W
圣·马克西米利安·科尔贝天主教高中（英語：St. Maximillian Kolbe Catholic High School）是加拿大，安大略省，奥罗拉的一所高中。学校于2009年9月投入使用，由约克区天主教教育局董事会管理。该校的创始人是Domenic Scuglia（后任为校长）和Rocchina Antunes （后任为副校长）。圣·马克西米利安·科尔贝天主教高中的守护神是圣马克西米利安科尔贝，一位来自波兰的牧师，在第二次世界大战期间被监禁并在奥斯威辛集中营以政治犯被处决。
当学校于2009年9月开学时，9年级和10年级的学生总人数不足800人。学校还开设了学术部门，但因建造的拖延从而导致了学校的食堂，技术中心和体育馆的延迟开放，直到2009年至2010学年的第二学期才开放并投入使用。
在2010年至2011年的学年中，该校只开设9至11年级的课程。从2011年至2012年的学年开始，该校开设了12年级的课程。2012年的6月份，该校第一批12年级学生毕业。
学校的徽章，标志，代表色和吉祥物都是由学校2008年至2009年的毕业生和学生委员会选定的。